# Fischeralysia polaszeki
Fischeralysia polaszeki är en stekelart som beskrevs av Van Achterberg 1994. Fischeralysia polaszeki ingår i släktet Fischeralysia och familjen bracksteklar. Inga underarter finns listade i Catalogue of Life.